# Jírovec drobnokvětý
Jírovec drobnokvětý (Aesculus parviflora, Aesculus macrostachya) je opadavý keř z čeledi mýdelníkovitých.

## Popis
Široký (až 10 m), výběžkatý keř dorůstající do výšky 4 m. Příležitostně může vyrůst v malý strom asi 5 m vysoký. Výhony větví obloukovitě vystoupavé, koruna vzdušná. Rozrůstá se podzemními výběžky a novými výmladky, takže dosahuje mnohem větší šířky než výšky.
Listy jsou opadavé, dlanitě složené, pěti- až sedmičetné, na spodní straně plstnaté. Jednotlivé lístky jsou dlouhé 10 až 25 cm, s výraznou žilnatinou a na okraji listů pravidelně zoubkované. Ve světlém stínu jsou listy vodorovně postavené a leskle zelené. Zimní pupeny nemají pryskyřici, takže jsou nelepkavé.
Kvete v červenci až srpnu. Květy jsou bílé, s malými korunními lístky a dlouhými narůžovělými tyčinkami, štíhlé ve vzpřímených latách dlouhých až 35 cm a umístěných nad olistěním. Vřetena květenství zůstávají na keřích téměř pravidelně až do druhého roku, do doby, kdy se již na keři objevila nová generace květenství, tedy aspoň do června.
Plody se objevují jen vzácně, hlavně v teplejších oblastech. Plody jsou hladké hruškovité tobolky s hnědočervenými semeny v tenkém oplodí v porovnání s jírovcem maďalem.

## Použití
Jako solitérní keř pro rozsáhlé zahrady a parky, pouze pro teplejší polohy, jelikož má rád horká vlhká léta. Stanoviště vyžaduje polostinné až stinné, na kyprých humózních propustných půdách.

## Původ
Původní vlastí jírovce drobnokvětého je oblast mezi Jižní Karolínou, Alabamou a Floridou v dnešních USA. Do Evropy byl tento druh introdukován v roce 1785, avšak mimo jeho vlast semena dozrávají málokdy, přestože je odolný k nízkým zimním teplotám.